# Frumoasa adormită

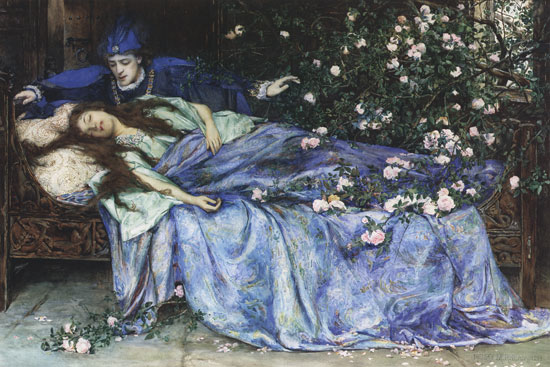
„Frumoasa adormită” de Henry Meynell Rheam

Frumoasa adormită (franceză: La Belle au bois dormant - Frumoasa adormită din pădure) de Charles Perrault sau (în germană:) Dornröschen de Frații Grimm  este un basm clasic despre o frumoasă prințesă, o pădure și un chipeș prinț. 
Versiunea culeasă de frații Grimm este o variantă transmisă oral a poveștii literare publicată de Charles Perrault în Histoires ou contes du temps passé din 1697. Aceasta în schimb a fost ispirată de Sole, Luna, e Talia, o poveste scrisă de poetul italian Giambattista Basile (publicată postum în 1634), care la rândul ei este inspirată de alte povești din folclor. Cea mai veche variantă cunoscută este Perceforest, compusă anonim între 1330 și 1344 și publicată prima dată în 1528. 
Povestea a inspirat numeroase alte lucrări de artă (picturi, lucrări scrise, muzică, film).